# Dračevica, Bar
Dračevica este un sat din comuna Bar, Muntenegru. Conform datelor de la recensământul din 2003, localitatea are 8 locuitori (la recensământul din 1991 erau 9 locuitori).

## Demografie
În satul Dračevica locuiesc 8 persoane adulte, iar vârsta medie a populației este de 36,8 de ani (36,3 la bărbați și 37,3 la femei). În localitate sunt 2 gospodării, iar numărul mediu de membri în gospodărie este de 4,00.
Populația localității este foarte eterogenă.
|  |

| Demografie | Demografie | Demografie |
| An         | Locuitori  | Locuitori  |
| ---------- | ---------- | ---------- |
|            |            |            |
|            |            |            |
|            |            |            |
|            |            |            |
| 1948       | 118        |            |
| 1953       | 117        |            |
| 1961       | 105        |            |
| 1971       | 72         |            |
| 1981       | 37         |            |
| 1991       | 9          | 6          |
| 2003       | 8          | 8          |

| \| Componența etnică conform recensământului din 2003[2] \| Componența etnică conform recensământului din 2003[2] \| Componența etnică conform recensământului din 2003[2] \| Componența etnică conform recensământului din 2003[2] \| Componența etnică conform recensământului din 2003[2] \| \| ----------------------------------------------------- \| ----------------------------------------------------- \| ----------------------------------------------------- \| ----------------------------------------------------- \| ----------------------------------------------------- \| \| \| \| \| \| \| \| Sârbi \| Sârbi \| \| 5 \| 62,5% \| \| Iugoslavi \| Iugoslavi \| \| 2 \| 25% \| \| Muntenegreni \| Muntenegreni \| \| 1 \| 12,5% \| \| necunoscută \| necunoscută \| \| 0 \| 0% \| |              |  |   |       |
| Componența etnică conform recensământului din 2003 |              |  |   |       |
| |              |  |   |       |
| Sârbi | Sârbi        |  | 5 | 62,5% |
| Iugoslavi | Iugoslavi    |  | 2 | 25%   |
| Muntenegreni | Muntenegreni |  | 1 | 12,5% |
| necunoscută | necunoscută  |  | 0 | 0%    |